# Cixius pirene
Cixius pirene är en insektsart som beskrevs av Ronald Gordon Fennah 1957. Cixius pirene ingår i släktet Cixius och familjen kilstritar. Inga underarter finns listade i Catalogue of Life.